# ۲۰۴ کالیستو
۲۰۴ کالیستو (به انگلیسی: 204 Kallisto) دویست و چهارمین سیارک کشف شده‌است که در ۸ اکتبر ۱۸۷۹ کشف شد.
قدر مطلق سیارک برابر ۸٫۸۹ است.